# Copa Alagoas
La Copa Alagoas è una competizione calcistica dello stato brasiliano di Alagoas organizzata dalla FAF.
Il detentore del maggior numero di titoli è l'ASA.

## Storia
La competizione venne fondata nel 2005 e per le sue prime tre edizioni funse da secondo turno del campionato statale; dal 2008 al 2013 non venne disputata e nel 2014 ritornò sempre nell'ambito del campionato statale con la differenza della garanzia di accesso alla Coppa del Brasile al vincitore.
Nei successivi quattro anni venne nuovamente soppressa salvo fare ritorno nel 2020 come coppa indipendente, il cui vincitore avrebbe avuto accesso all'edizione successiva di Série D (CRB e CSA furono escluse in quanto già presenti in una divisione nazionale).

## Albo d'oro
| Stagione  | Vincitrice    | Finalista            | Risultato          |
| --------- | ------------- | -------------------- | ------------------ |
| 2005      | Coruripe      | ASA                  | 2-0; 1-1           |
| 2006      | CSA           | Corinthians Alagoano | 0-0; 2-0           |
| 2007      | Coruripe      | Corinthians Alagoano | 1º posto           |
| 2008-2013 | Non disputata | Non disputata        | Non disputata      |
| 2014      | Murici        | Santa Rita           | 1-0; 1-0           |
| 2015      | ASA           | CSA                  | 0-0; 1-1 (5-3 dtr) |
| 2016-2019 | Non disputata | Non disputata        | Non disputata      |
| 2020      | ASA           | CEO                  | 1-1 (4-3 dtr)      |
| 2021      | ASA           | Coruripe             | 1-0                |

### Vittorie per squadra
| Club                 | Vittorie | Secondi posti |
| -------------------- | -------- | ------------- |
| ASA                  | 3        | 1             |
| Coruripe             | 2        | 1             |
| CSA                  | 1        | 1             |
| Murici               | 1        | 0             |
| Corinthians Alagoano | -        | 2             |
| Santa Rita           | -        | 1             |
| CEO                  | -        | 1             |